# Bogdan Petriceicu Hasdeu
Bogdan Petriceicu Hasdeu, nato Tadeu Hâjdeu (Kerstency, 26 febbraio 1838 – Câmpina, 7 settembre 1907), è stato uno scrittore, filologo e storico romeno.

## Biografia
Nacque con il nome di Tadeu Hâjdeu nel villaggio di Kerstency, oggi nell'oblast' di Černivci in Ucraina, allora chiamato in romeno Cristineștii Hotinului e parte dell'Impero russo, come il resto della Bessarabia. Era figlio dello scrittore Alexandru Hâjdeu, discendente da una famiglia di boiardi moldavi, con parentele polacche.
Dopo aver studiato giurisprudenza all'Università di Charkiv, combatté fra gli ussari dell'esercito zarista nella Guerra di Crimea. Nel 1858 si stabilì a Iași, come insegnante di scuola superiore e bibliotecario. Nel 1865 Hasdeu pubblicò una monografia sul voivoda Giovanni il Terribile, ribattezzandolo per la prima volta cel Viteaz — "il Coraggioso". La presentazione di questo regno breve e violento come di un momento glorioso e dello stesso Giovanni come di un riformatore gli attirò le critiche della Junimea, una società letteraria rumena, conflitto che proseguì per tutta la vita di Hasdeu. Tuttavia, la versione di Hasdeu del personaggio storico di Giovanni il Terribile e l'esaltazione delle sue imprese contro i boiardi forniranno alla Romania comunista una sorta di mito di fondazione. Nel 1862, fondò la rivista Moldavie.
Nel 1863 Hasdeu si trasferì da Iași a Bucarest, ove diede inizio alla pubblicazione del giornale satirico Aghiuță, che cessò l'anno successivo.

### Saggi
In Romania Hasdeu collaborò ad Arhiva historică a României (1865-1867), la prima opera storica a impiegare fonti sia slave sia romene. Pubblicò nel 1870 la rivista filologica Columna lui Traian ("La colonna di Traiano"). Con l'opera Cuvente dân Batrâni stampata in 2 volumi, fra il 1878 e il 1881, fu il primo esegeta in Romania della letteratura apocrifa.
La sua Istoria critică a Românilor (1875), sebbene incompleta, segna l'inizio della ricerca critica nella storia della Romania. Hasdeu curò l'edizione dell'antico Salterio di Coresi del 1577 (Psaltirea lui Coresi, 1881).
Etymologicum magnum Romaniae del 1886 fu il primo dizionario enciclopedico romeno, la cui redazione si fermò alla lettera B. Nelle voci redatte è notevole lo sforzo di dare al lettore informazioni esaustive e dettagliate, sebbene in molti punti la trattazione segua più l'opinione dell'autore che non la verità storica: in una voce famosa, pretende di poter risalire nella genealogia di Basarab I fino ai capi dei  Daci, il cui stato sarebbe stato tanto sviluppato da dominare l'Impero romano al punto da dare a Roma un gran numero di imperatori.
Hasdeu fu coinvolto nella disputa sull'origine latina del romeno. Messo sotto scacco da numerose tesi che rimarcavano la frequenza e la centralità di parole di origine slava nel romeno, Hasdeu emise un verdetto apprezzato, che va sotto il nome di "teoria di circolazione delle parole". La sua conclusione fu che le parole slave non fossero mai state frequenti come quelle latine e che ciò avesse contribuito al carattere della lingua.   
Nel 1876 fu nominato archivista capo all'Archivio nazionale della Romania e nel 1878 divenne professore di filologia all'Università di Bucarest. Nel 1877, Hasdeu fu eletto membro titolare dell'Accademia romena, e nel 1883 membro straniero dell'Accademia russa delle scienze.

### Opere letterarie
Scrisse due drammi: Răsvan și Vidra, basato sulle gesta di un oscuro voivoda moldavo della fine del XVI secolo, Ștefan Răzvan, e Domnița Ruxandra. 
Fu anche autore di numerose poesie, in genere brevi componimenti. Mircea Eliade lo descrisse come un "genio di una strabiliante vastità".

### Politica
Hasdeu fu anche un politico, spesso in contrasto con la classe dirigente romena. Fu trattenuto in arresto per nove giorni in occasione della congiura del capitano Alexandru Candiano-Popescu per dare vita alla "repubblica di Ploiești" (1870). Sebbene Hasdeu fosse uno strenuo difensore del deposto Alexandru Ioan Cuza, successivamente appoggiò il movimento contro di lui capeggiato da Mihail Kogălniceanu e non fu ostile al nuovo Domnitor e futuro re di Romania Carlo I.
Tuttavia Hasdeu era un liberale e fu he eletto nelle liste del partito liberale al Parlamento per due mandati non consecutivi. Era vicino alle posizioni più radicali e repubblicane di Constantin Alexandru Rosetti. Poiché l'esperimento repubblicano coincise con il deterioramento delle relazioni fra il primo ministro Ion Brătianu e Carlo I, tutti i liberali furono sospettati di sedizione e Hasdeu come gli altri capi liberali fu processato e assolto.

## Gli ultimi anni e la morte

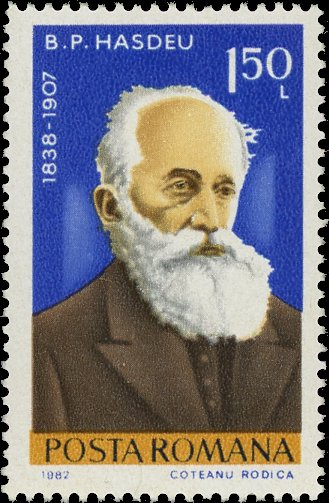
Hasdeu su un francobollo romeno del 1982

Dopo la morte della sua unica figlia Iulia, nel 1888, divenne un seguace dello spiritismo. Nel 1891-92, scrisse il saggio Sic Cogito, sullo spiritismo inteso come filosofia. Si ritirò in una dimora di Câmpina e la trasformò in un tempio per le sue credenze e per la memoria di sua figlia.  Morì in questa casa e fu sepolto al cimitero di Bellu, a Bucarest.